# Carin Levine
Carin Levine (* in Cincinnati, Ohio) ist eine US-amerikanische Flötistin.

## Leben
Carin Levine studierte an der University of Cincinnati bei Jack Wellbaum (Flöte) und Peter Kamnitzer (Kammermusik), danach ab 1974 an der Hochschule für Musik Freiburg bei Aurèle Nicolet (Flöte) sowie Klaus Huber und Brian Ferneyhough (Neue Musik). Als Interpretin und als Dozentin (u. a. seit 1996 bei den Darmstädter Ferienkursen) setzt sie sich besonders für die Flötenliteratur der Gegenwart ein. Im Bärenreiter-Verlag gibt sie die Reihe Zeitgenössische Musik für Flöte heraus.
1980–2000 war Carin Levine Flötistin im Ensemble Köln. Im Duo spielt sie u. a. mit dem Geiger David Alberman (seit 1995) sowie den Schlagzeugern Christian Dierstein (* 1965) und Marta Klimasara (* 1975). Zusammen mit dem Oboisten Peter Veale (* 1959) und dem Fagottisten Pascal Gallois gründete sie das Aeolian Trio.
2008 gründete sie das Landesjugendensemble Neue Musik Niedersachsen, deren künstlerische Leiterin sie ist.
Carin Levine lebt in Syke-Ristedt.

## Ehrungen
- Ohio State Music Award
- 1978 Kranichsteiner Musikpreis
- 2010 Kulturpreis des Landkreises Diepholz

## Uraufgeführte Werke
- Peter Ablinger: IEAOV (Red on Maroon) (1998) für Flöten und Live-Elektronik
- Trevor Bača: Čáry (2006) für Bassflöte
- Georg Bönn: Trees and Pipes (1998) für Flöte / Bassflöte, Holzblock und Live-Elektronik
- Nikolaus Brass: Tanze Du Ungeheuer... (1987) für Flöte
- Fabrizio Casti: Morbide aure dell’aria (1996) für Flöte
- Alvin Curran: Untitled (1999) für Flöten
- Martin Daske: Steinwind (1991) für Flöte und Tonband
- Paul-Heinz Dittrich: SA-UM Dialogue imaginary (2000) für Flöte / Bassflöte und Live-Elektronik
- Walter Feldmann: tellement froid que (1995/96) für Bassflöte und Live-Elektronik
- Brian Ferneyhough: Carceri d’Invenzione IIc (1984/88) für Flöte und Tonband
- Mario Garuti: Sei Pezzi Anistetici (2001) für Flöten und Percussion
- Friedrich Goldmann: Ketten (1997) für Flöte
- Georg Hajdu: Sleeplessness (1988/97) für Piccolo / Flöte / Altflöte / Bassflöte / Kontrabassflöte und Live-Elektronik
- Keiko Harada: In (2000) für Flöte und Klavier; Bone++ (2000) für Bassflöte; Third Ear Deaf (2001) für Flöte und Violine
- Daniel Hensel: Sonate (2007) für Flöte
- Timo Jouko Herrmann: Penthos (2013) für Altflöte, Violine, Violoncello und Klavier
- Michael Hirsch: Monolog (2001) für Piccolo
- York Höller: Moments musicaux (1979) für Flöte und Klavier
- Klaus K. Hübler: Excerpt / Version A (1981/84) für Flöte
- Mauricio Kagel: Phantasiestück (1987/88) für Flöte / Altflöte / Piccolo und Klavier
- Motoharu Kawashima: Manic Psychosis (1992) für Flöte
- Tatsuya Kawasoi: Acting out I (1992) für Piccolo; Arrow-Cycle III (2000) für Flöte
- Ludger Kisters (* 1975): in between, and further (2006) für Flöte, Violine und Live-Elektronik; Nocturne (2007) für Flöte, Percussion und Live-Elektronik
- Erwin Koch-Raphael: For C – composition No. 58 (2002) für Flöte
- Péter Kőszeghy: Utopie III (1996/98) für Flöte; Eclat 03022002 (2002) für Bassflöte
- Hanna Kulenty: A fifth circle (1994) für Altflöte und Live-Elektronik
- David Lang: Thorn (1993) für Flöte
- Claus-Steffen Mahnkopf: La terreur d’ange nouveau (2001) für Flöte
- Myriam Marbe: Le Jardin Enchanté (1994) für Piccolo / Flöte / Altflöte / Bassflöte / Kontrabassflöte und Percussion
- Knut Müller: Mercury in your hand (2003/04) für Flöte, Musikmaschinen und Tonband
- Chris Newman: Confusing the Years, (the) last Flautal Appearance (1987) für Flöte
- Marlos Nobre: Amazônia Ignota (2003) für Gesang, Flöten, Percussion und Klavier (Texte: Antônio Tavernard)
- Karola Obermüller: will o’ wisp (2006) für Blockflöte, Flöte, Bass-Koto und Akkordeon
- Younghi Pagh-Paan: Dreisam-Nore (1975) für Flöte
- Robert HP Platz: Rezital (1991/93) für Piccolo / Flöte / Altflöte / Bassflöte / Kontrabassflöte
- Gwyn Pritchard (* 1948): Song for Icarus (2006) für Piccolo / Flöte / Altflöte und Violine
- Axel Ruoff: Phantom (1991) für Flöte
- Giacinto Scelsi: Quays (1954/85) für Altflöte; Krishna e Radha (1986) für Flöte und Klavier (Protokoll einer gemeinsamen Improvisation)
- Johannes W. Schäfer: ...in the cage... für Flöte solo op. 49 (2007)
- Dieter Schnebel: Languido (1993/94) für Bassflöte und Live-Elektronik
- Tobias PM Schneid: Vertical Horizon II (2003) für Flöte
- Wolfram Schurig: pfad (2002) für Piccolo
- Laurie Schwartz: The Tides (1991) für Bassflöte und Live-Elektronik; the stories (2001) für Bassflöte, Percussion und Tonband
- Ernstalbrecht Stiebler: Zeile um Zeile (1995) für Bassflöte
- Terumici Tanaka: Ishi no muro (1992) für Flöte und Klavier
- Jacob Ullmann: solo I (1992/93) für Flöte
- Tadeusz Wielecki: Thesis (2001) für Flöte / Altflöte
- Helmut Zapf: Albedo (1999) für Bassflöte und Live-Elektronik
- Walter Zimmermann: Lied im Wüsten-Vogel-Ton (1987) für Bassflöte und Klavier